# Мегаземля

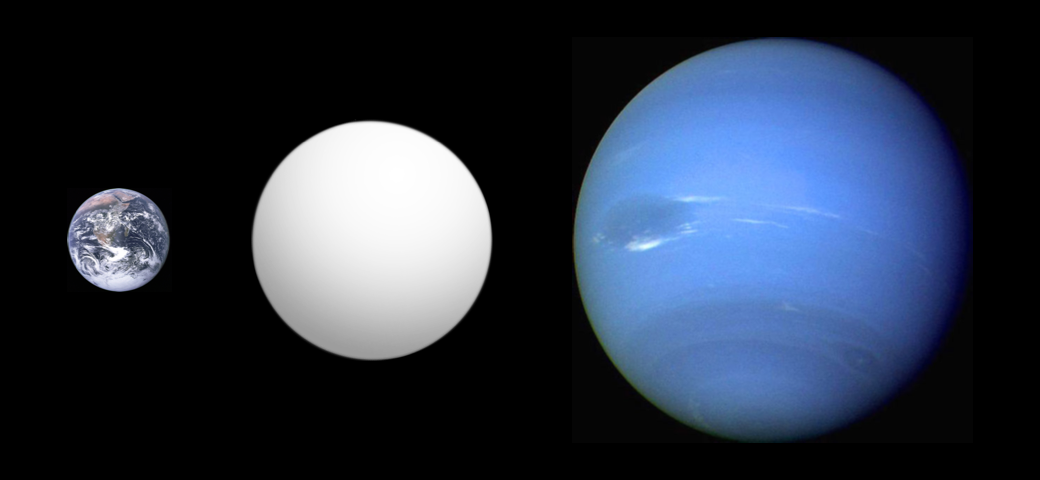
Порівняння розмірів мегаземлі Kepler-10c (застарілі дані) з Землею і Нептуном.

Мегаземля — масивна екзопланета земного типу, яка щонайменше вдесятеро більша за масу Землі. Мегаземля значно потужніша за суперземлі. Термін мегаземля був уперше введений у 2014 році, після відкриття екзопланети Kepler-10c з масою, порівнянною з масою Нептуна та щільністю значно більшою, ніж у Землі. Однак пізніше було визначено, що спочатку маса Kepler-10 c була визначена неправильно, і насправді це нічим не примітна Нептуно-подібна планета. Тим не менш, з тих пір термін мегаземля щільно увійшов у вжиток, і цілком імовірно такі незабаром будуть знайдені. Хорошим кандидатом у справжні мегаземлі є екзопланета Kepler-277b з передбачуваною масою 84 Земних, але її параметри вимагають підтвердження і можливо також будуть переглянуті.